# Arteria gastrica dextra

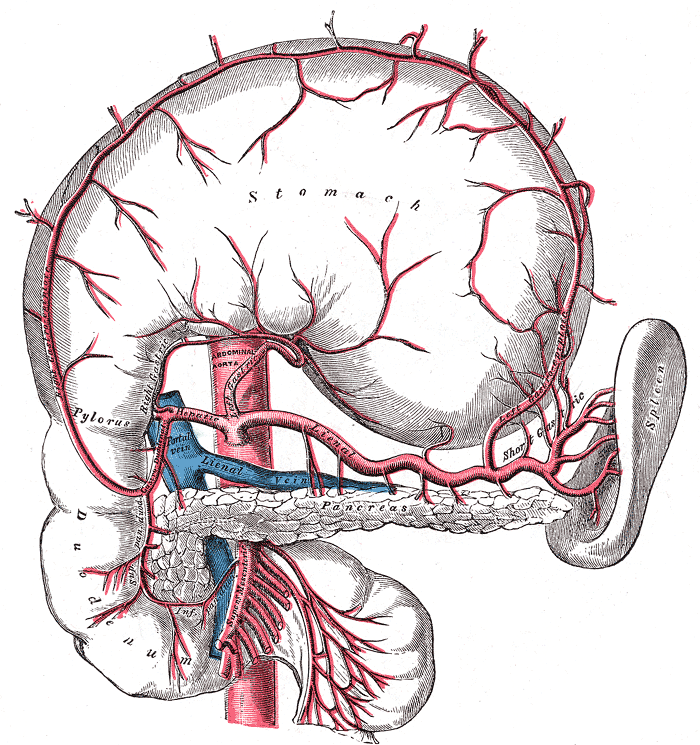
Aufzweigung des Truncus coeliacus

Die Arteria gastrica dextra („rechte Magenarterie“) ist eine Schlagader der Bauchhöhle im Bereich des Oberbauchs. Sie entspringt der Arteria hepatica propria, in etwa einem Drittel der Fälle beim Menschen aus der Arteria hepatica communis.
Die Arteria gastrica dextra zieht zum Magenpförtner (Pylorus) und verläuft dann entlang der kleinen Kurvatur des Magens. Dort anastomosiert sie mit der gleichnamigen linken Arterie (Arteria gastrica sinistra) und versorgt mit ihr zusammen diesen Bereich der Magenwand.